# La Vallée (Charente-Maritime)
La Vallée is een gemeente in het Franse departement Charente-Maritime (regio Nouvelle-Aquitaine) en telt 670 inwoners (2019). De oppervlakte bedraagt 16,37 km², de bevolkingsdichtheid is 41 inwoners per km².

## Demografie
Onderstaande figuur toont het verloop van het inwonertal (bron: INSEE-tellingen).